# Salpinx

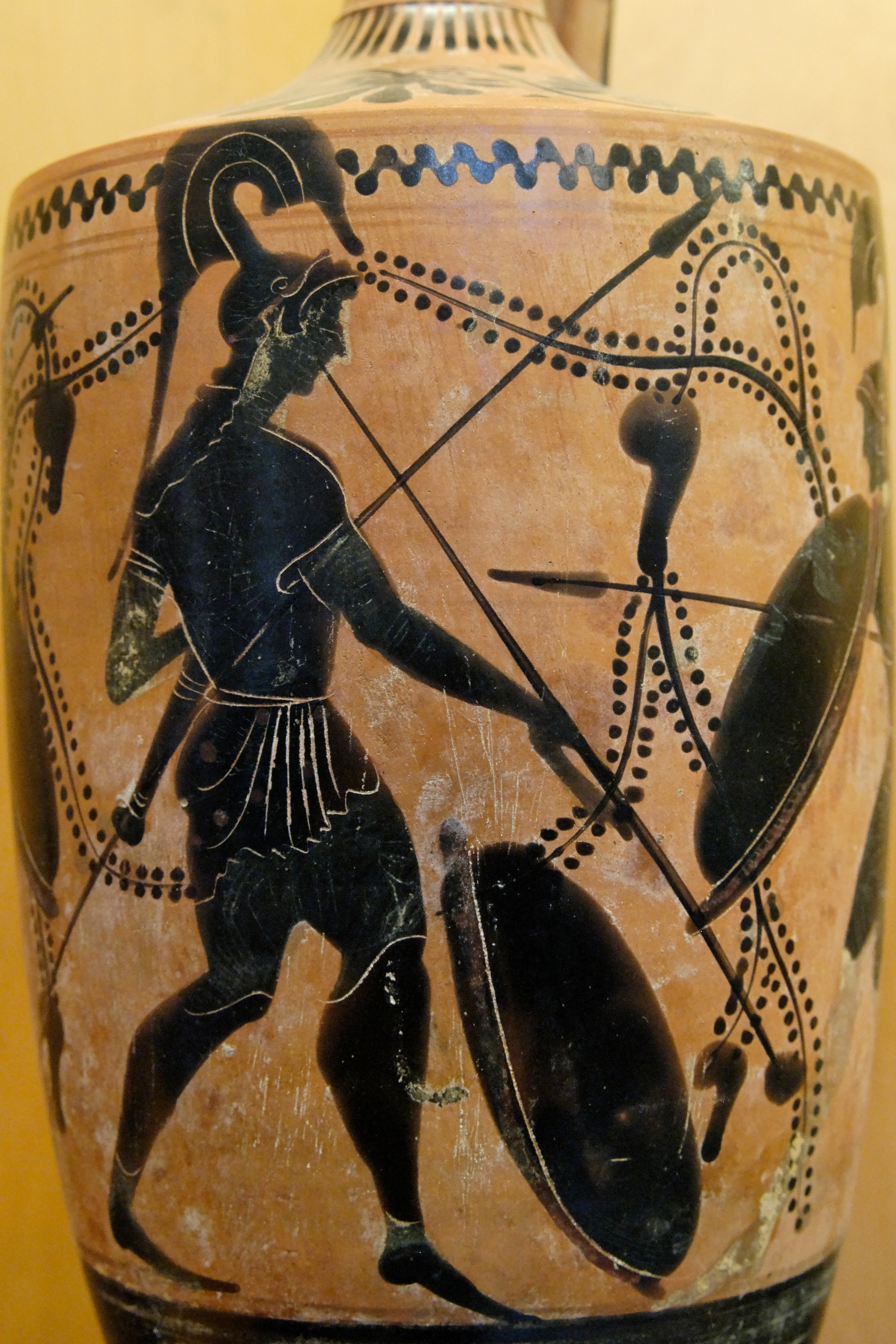
Oplita che suona il salpinx, impugnato con la mano sinistra. Lekythos attico a figure nere, fine VI-inizio V secolo a.C.

La salpinx (in greco antico: σάλπιγξ?) era uno strumento musicale simile alla tromba suonato nell'antica Grecia, di cui rimangono testimonianze nelle raffigurazioni presenti in sculture e dipinti.

## Struttura
Lo strumento, assai simile alla tuba romana, era composto da un'imboccatura in osso, un tubo in bronzo dritto e stretto con una svasatura terminale anch'essa in bronzo, di forma e grandezza variabile: ne sono state descritte di forma conica, a bulbo o sferica. Probabilmente ognuna di esse aveva influenza sul suono prodotto dallo strumento. La lunghezza poteva variare da ottanta centimetri ad un metro e venti circa(contro il metro e mezzo della tromba romana), anche se un esemplare conservato nel Museum of Fine Arts di Boston (composto da tredici sezioni in osso connesse tra di loro da elementi metallici), ha una lunghezza che supera un metro e cinquantasette centimetri.

## Origine
L'origine è incerta: benché sicuramente usata nell'antica Grecia ne sono stati rinvenuti esemplari in Anatolia, Mesopotamia ed Egitto. Alcuni studiosi invece ne attribuiscono l'invenzione agli Etruschi.

## Timbro
La salpinx ha una sua sonorità caratteristica: Eschilo descrive il suo suono penetrante e molto acuto, Aristotele lo paragona al barrito di un elefante. Secondo varie fonti, lo strumento sarebbe stato vietato in diverse città egizie perché esso ricordava il raglio di un asino.

## Uso
La salpinx era destinata probabilmente ad un uso per segnalazioni sui campi di battaglia o per altre attività militari o sociali, come convocazioni di folle o segnale per l'inizio di gare. Questo è confermato anche da Aristotele che nel suo De audibilibus ne parla come di uno strumento destinato "a segnalazioni in guerra, in giuochi, ed altro, ma non per produrre musica"..
Aristide Quintiliano descrive, nel suo trattato sulla musica, la necessità di una salpinx e di un σαλπιγκτής salpinktḕs (così era chiamato lo strumentista della salpinx) nelle battaglie. Spiega che ogni ordine per le truppe veniva dato impiegando alcuni toni e melodie specifiche della salpinx. Questa azione permetteva all'esercito di ricevere un ordine alla volta, così come garantiva un certo livello di segretezza, con chiamate specifiche di salpinx sconosciute all'avversario.